# Przełęcz Lądecka
Przełęcz Lądecka (czes. Landecké sedlo) – przełęcz w Górach Złotych (Sudety) na wysokości 665 m n.p.m. pomiędzy szczytami Borówkowa (900 m n.p.m.) i Maselnica (711 m n.p.m.), na granicy polsko-czeskiej.
Na przełęczy mieściło się przejście małego ruchu granicznego Lutynia-Travná dla pieszych i rowerzystów na trasie prowadzącej z Lądka-Zdroju po polskiej stronie, do Javorníka po czeskiej. Po wprowadzeniu układu z Schengen przez przełęcz odbywa się swobodny ruch kołowy dla pojazdów do 12 t, a droga prowadząca przez przełęcz jest ciekawym turystycznie połączeniem Javornika z Lądkiem-Zdrój. Na przełęczy usytuowano parking samochodowy, z którego można dojść na górę Borówkową. 

## Szlaki turystyczne
Przez Przełęcz Lądecka przechodzi szlak turystyczny:
- zielony, z Karpna na Borówkową.

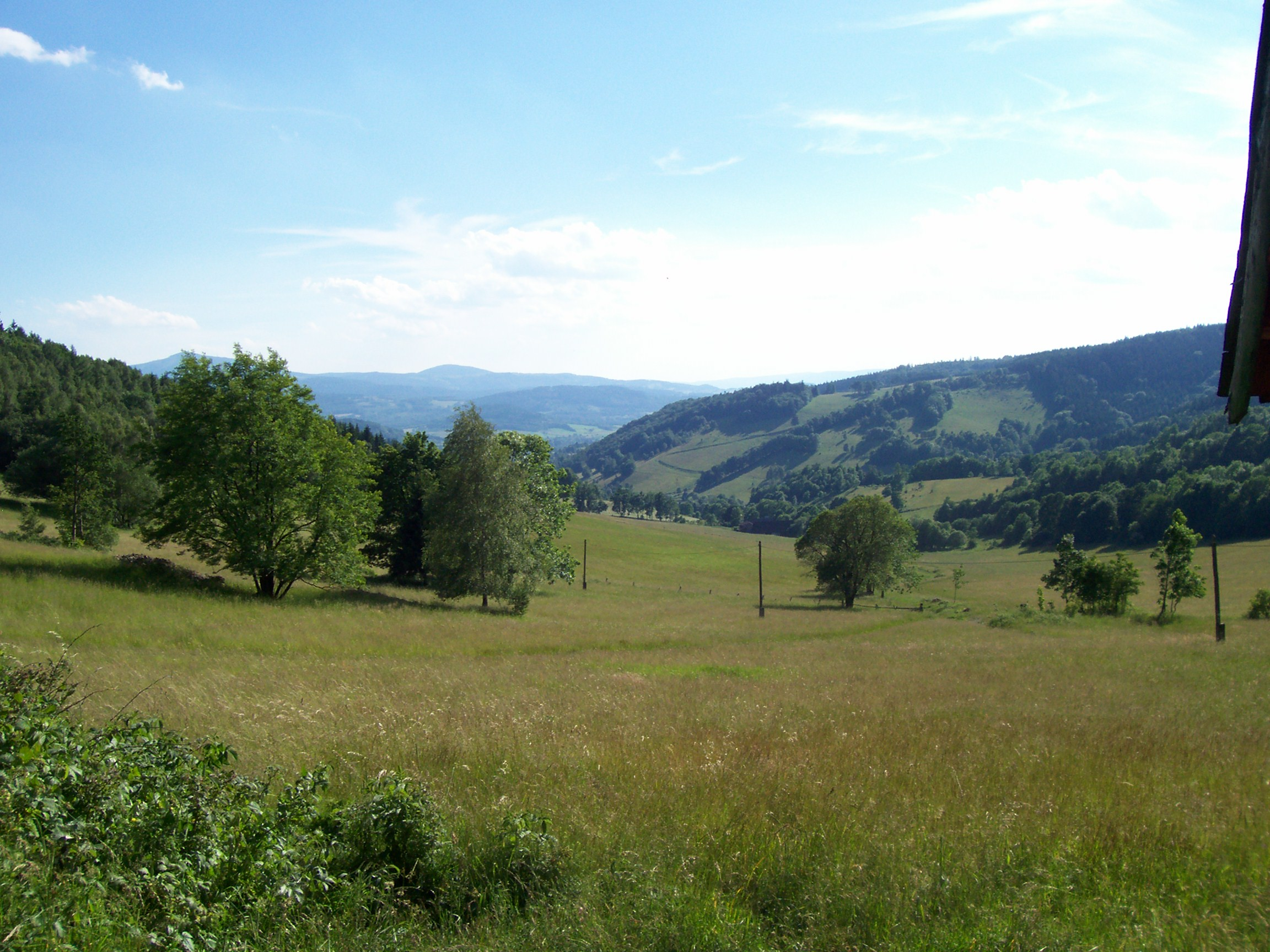
Widok z Przełęczy Lądeckiej w stronę Lądka Zdroju
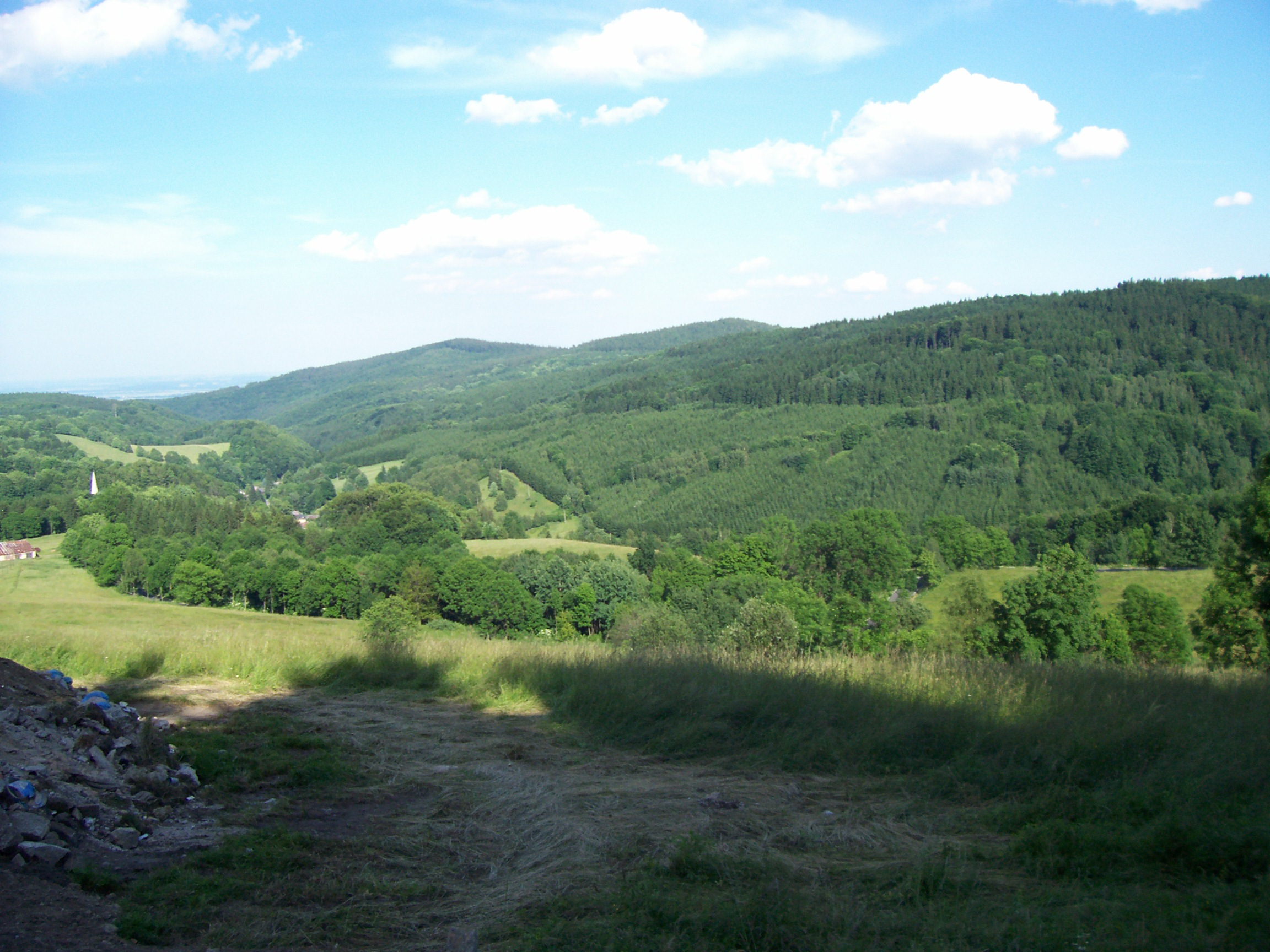
Widok z drogi poniżej przełączy w stronę Travnej. W oddali można dojrzeć jezioro Nyskie i bloki Nysy
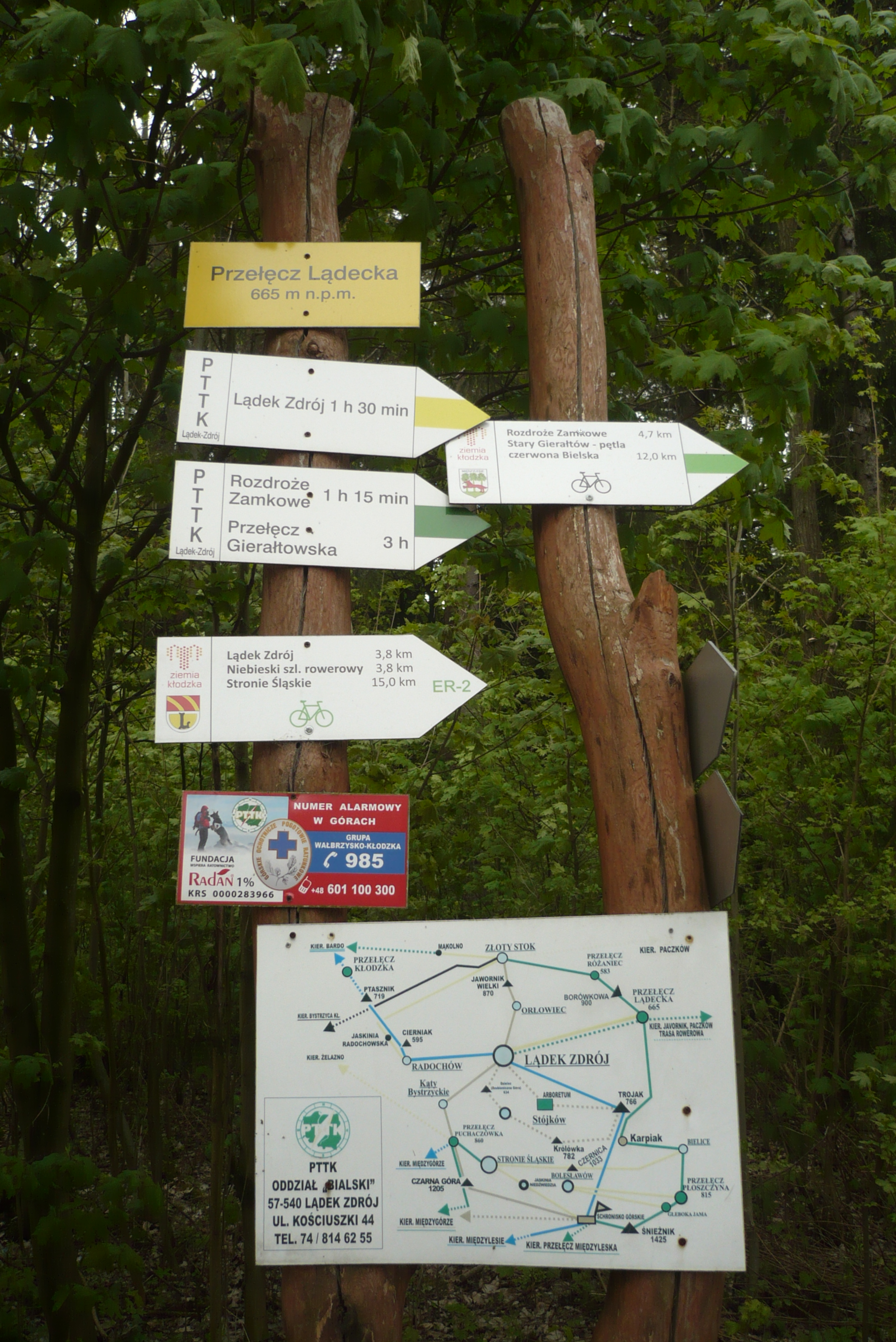
Przełęcz Lądecka